# Nürnbergkonventionen
Nürnbergkonventionen eller hellre Nürnbergkodexen innehåller principer som ska följas vid experiment som involverar människor. Ingen stat har gjort den till lag, och det är inte en konvention i vanlig mening. Kodexen togs fram i anslutning till Nürnbergrättegångarna och Läkarrättegången där mot bland andra Karl Brandt. De tio punkterna i konventionen är:
1. Individens frivilliga samtycke är absolut nödvändigt. Detta innebär att individen ska ha laglig kapacitet att ge sitt samtycke, ska därmed ha rätten att använda sig av sitt fria val utan några som helst påtryckningar, vilseledning eller andra former av påverkan; individen ska ha tillräcklig kunskap och förståelse i sakfrågan för att kunna ge sitt informerade samtycke. Detta innebär att individen ska ha tillgång till all känd kunskap och kända risker som det kan medföra att delta i experimentet. Ansvaret för att deltagarens samtycke är informerat och fullgott vilar på den som initierar experimentet.[a]
2. Experimentet skall ge resultat av nytta för samhället och vara noga planerat.[b]
3. Experimentet skall baseras på resultaten av experiment på djur och på etablerad medicinsk kunskap.[c]
4. Experimentet skall vara upplagt för att förhindra onödiga fysiska och mentala plågor och skador.[d]
5. Inga experiment skall utföras om anledning finns att tro att död eller skador som ger men för livet kan inträffa.[e]
6. Riskerna får aldrig vara större än den potentiella nyttan för mänskligheten[f]
7. Noggranna förberedelser skall vara gjorda för att undvika även osannolika risker.[g]
8. Experimentet skall genomföras av endast vetenskapligt kvalificerade personer.[h]
9. Under utförandet av experimentet skall individen ha möjlighet avbryta experimentet.[i]
10. Experimentledaren måste avbryta experimentet omedelbart om risker för försökspersonens hälsa föreligger[j]